# Бренон, Герберт
Ге́рберт Бре́нон (англ. Herbert Brenon; 13 января 1880 — 21 июня 1958) — американский кинорежиссёр ирландского происхождения, мастер эпохи немого кино в 1930-х годах.

## Биография
Родился в Дублине, получил образование в школе имени Святого Павла и в Королевском колледже Лондона. До того как стать режиссёром, выступал в водевилях вместе с женой, Хелен Оберг. Дебютный фильм Герберта — «Доктор Джекилл и мистер Хайд» — вышел в 1913 году, последний — «Летучий отряд» — в 1940-м году.
Герберт ушёл из жизни в 1958 году в Лос-Анджелесе. Похоронен на кладбище Вудлон в Нью-Йорке.

## Фильмография
- 1913 — Доктор Джекилл и мистер Хайд / Dr. Jekyll and Mr. Hyde
- 1914 — Абсент / Absinthe
- 1914 — Дочь Нептуна / Neptune’s Daughter
- 1915 — Крейцерова соната / The Kreutzer Sonata
- 1915 — Дело Клеменсо / The Clemenceau Case
- 1915 — Две сироты / The Two Orphans
- 1915 — Грех / Sin
- 1915 — Душа Бродвея / The Soul of Broadway
- 1916 — Дочь Богов / A Daughter of the Gods
- 1918 — Победа и мир / Victory and Peace
- 1918 — Пройти три этажа назад / The Passing of the Third Floor Back
- 1919 — Двенадцатое октября / 12.10
- 1922 — / Moonshine Valley
- 1923 — Испанский танцор / The Spanish Dancer
- 1924 — Парень с Аляски / The Alaskan (1924)
- 1924 — Питер Пэн / Peter Pan
- 1924 — / The Side Show of Life
- 1925 — Поцелуй Золушки / A Kiss for Cinderella (1925)
- 1925 — Улица забытого мужчины / The Street of Forgotten Men
- 1926 — Матери в танце / Dancing Mothers
- 1926 — Великий Гэтсби / The Great Gatsby
- 1926 — / Beau Geste
- 1928 — Смейся, клоун, смейся / Laugh, Clown, Laugh
- 1929 — Спасение / The Rescue (1929)
- 1930 — Случай с сержантом Гришей / The Case of Sergeant Grischa
- 1935 — / Honours Easy
- 1935 — Королевская кавалькада / Royal Cavalcade
- 1936 — / Someone at the Door
- 1936 — / Living Dangerously
- 1937 — / The Live Wire
- 1937 — / The Dominant Sex
- 1937 — / Spring Handicap
- 1938 — Мастер в доме / Housemaster
- 1938 — Жёлтые пески / Yellow Sands
- 1939 — Чёрные глаза / Black Eyes
- 1940 — Летучий отряд / The Flying Squad